# Major League Soccer de 2014
A Major League Soccer de 2014 foi a 102ª temporada de futebol sancionada pela FIFA nos Estados Unidos e no Canadá, a 36ª como primeira divisão nacional na América do Norte e a 19ª temporada da MLS. Esta foi a última temporada do Chivas USA, que foi comprado pela própria MLS para que no futuro seja rebatizado e volte a jogar com um estádio próprio na área metropolitana de Los Angeles.

## Mudanças
- A partir desta temporada, o comitê executivo da Concacaf aprovou a alteração na quantidade dos clubes da liga para a Liga dos Campeões da CONCACAF, uma das 4 vagas outorgadas, mudou a vaga do vice-campeão da MLS Cup pela melhor equipe da conferência Leste/Oeste na posição oposta ao campeão da MLS Supporters' Shield.[1]
- LifeVantage se firmou como o novo patrocinador para a camiseta do Real Salt Lake.[2]
- Chivas USA foi vendido aos dirigentes da Major League Soccer, a espera de um novo nome, escudo e proprietários para a temporada 2017.[3]
- Leidos foi anunciado como o novo patrocinador para a camiseta do D.C. United.[4]
- Pela primeira vez na história da liga, se implementará a regra do gol fora de casa nos playoffs.[5]
- Ciao Telecom foi anunciado como o primeiro e novo patrocinador para a camiseta do Colorado Rapids.[6]

## Curiosidades
- A temporada de 2014 registrou a média de público de 19.151 pessoas por partida, a maior média da MLS até então.
- Foi a última temporada com 19 equipes. Em 2015 a liga passou a contar com 20 clubes.
- Foi a última participação de Landon Donovan como jogador. Em 7 de Agosto de 2014, o meia anunciou a aposentadoria no fim da temporada, abandonando a modalidade com 32 anos, ao sagrar-se campeão da liga.

## Clubes

### Estádios
| Chicago Fire     | Chivas USA/ LA Galaxy | Colorado Rapids            | Columbus Crew    | D.C. United          | FC Dallas        |
| ---------------- | --------------------- | -------------------------- | ---------------- | -------------------- | ---------------- |
| Toyota Park      | StubHub Center        | Dick's Sporting Goods Park | Crew Stadium     | RFK Memorial Stadium | Toyota Stadium   |
| Capacity: 20,000 | Capacity: 27,000      | Capacity: 18,086           | Capacity: 20,145 | Capacity: 19,467     | Capacity: 21,193 |
|                  |                       |                            |                  |                      |                  |

| Houston Dynamo       | Montreal Impact  | New England Revolution | New York Red Bulls | Philadelphia Union | Portland Timbers |
| -------------------- | ---------------- | ---------------------- | ------------------ | ------------------ | ---------------- |
| BBVA Compass Stadium | Saputo Stadium   | Gillette Stadium       | Red Bull Arena     | PPL Park           | Providence Park  |
| Capacity: 22,000     | Capacity: 20,801 | Capacity: 22,385       | Capacity: 25,189   | Capacity: 18,500   | Capacity: 20,438 |
|                      |                  |                        |                    |                    |                  |

| Real Salt Lake    | San Jose Earthquakes | Seattle Sounders FC | Sporting Kansas City | Toronto FC       | Vancouver Whitecaps |
| ----------------- | -------------------- | ------------------- | -------------------- | ---------------- | ------------------- |
| Rio Tinto Stadium | Buck Shaw Stadium    | CenturyLink Field   | Sporting Park        | BMO Field        | BC Place            |
| Capacity: 20,213  | Capacity: 11,500     | Capacity: 67,000    | Capacity: 18,467     | Capacity: 30,000 | Capacity: 21,000    |
|                   |                      |                     |                      |                  |                     |